# Onthophagus gemma
Onthophagus gemma är en skalbaggsart som beskrevs av Sharp 1875. Onthophagus gemma ingår i släktet Onthophagus och familjen bladhorningar. Inga underarter finns listade i Catalogue of Life.